# Verbindende Hände

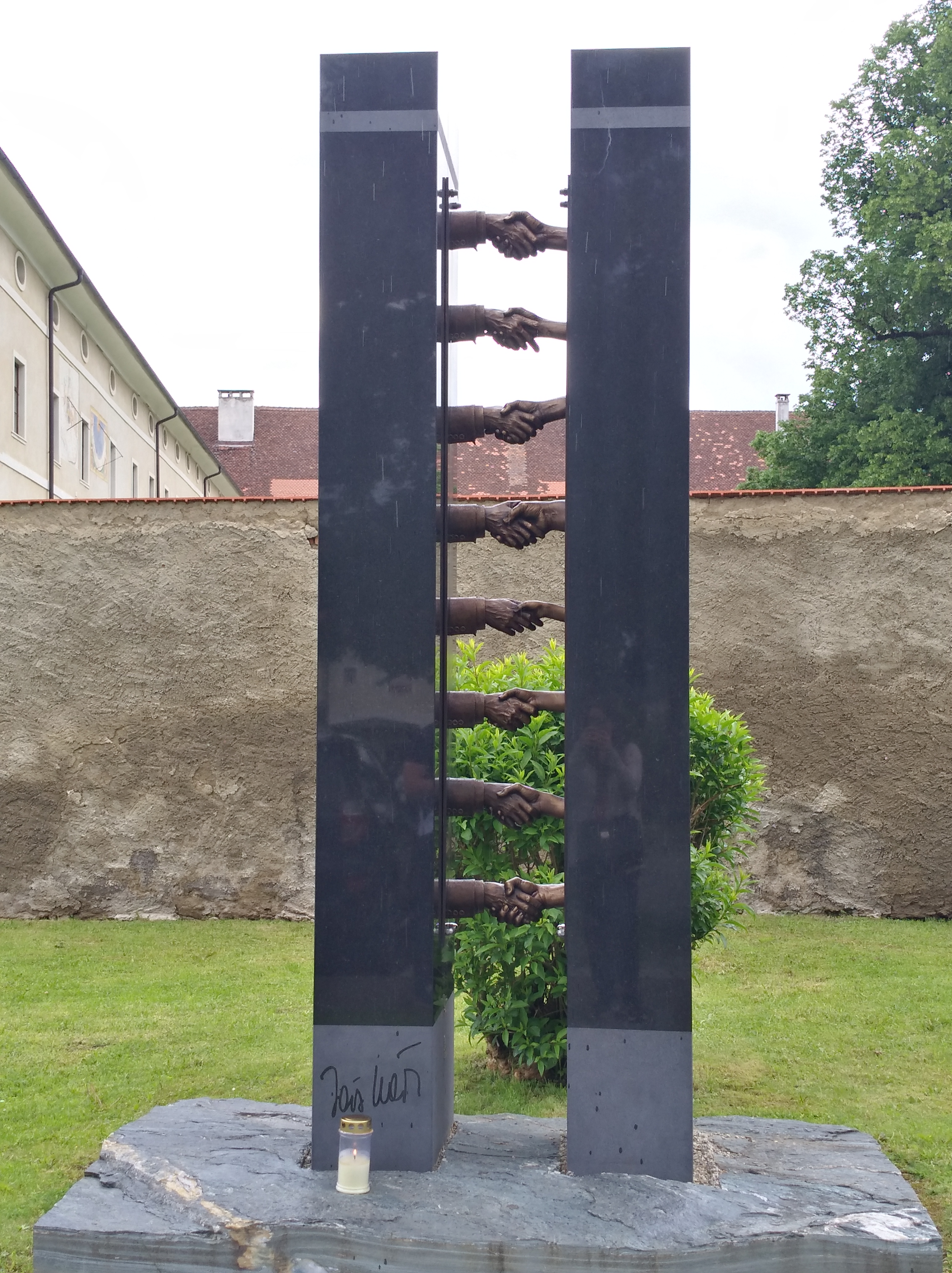
Verbindende Hände

Verbindende Hände, auch Haiders Hände genannt, ist ein Denkmal für Jörg Haider in Gurk.

## Beschreibung
Das Denkmal besteht aus acht in Bronze gegossenen Händepaaren, die jeweils im Handschlag verbunden sind. Die Hände sind zwischen zwei Marmorelementen angebracht. Die Skulptur ist auf einem Naturstein-Sockel platziert.

## Geschichte
Das Denkmal wurde nach dem Tod Jörg Haiders (2008) von Robert Paulitsch 2009 privat in Auftrag gegeben und vorfinanziert. Später wurde es auch mit öffentlichen Geldern gefördert. Insgesamt betrugen die Materialkosten etwa 50 000 Euro. Als Eigentümer des Denkmals sieht sich Robert Paulitsch.
Die Hände goss der kasachische Künstler Waldemar Schröder in der Stuttgarter Gießerei Strassacker. Er beurteilte das künstlerische Konzept des Denkmals als „nicht besonders interessant oder neuartig.“ Die Marmorstelen wurden von dem Steinmetz und BZÖ-Funktionär Gunter Höher gestaltet.
Das Denkmal wurde zunächst in Klagenfurt vor dem Bergbaumuseum aufgestellt, in welchem eine Ausstellung zum Leben Jörg Haiders gezeigt wurde. Schon die Aufstellung an diesem ersten Standort hatte Befremden ausgelöst. Es befand sich dort bis zum 12. Jänner 2011.
Nach dem Ende der Ausstellung sollten die Verbindenden Hände zunächst abgebaut und neu poliert und dann als Teil des Gurktal-Radwegs vor dem Gurker Dom aufgestellt und am 25. Jänner 2011 gesegnet werden. Landeshauptmann Gerhard Dörfler und Vertreter der FPK sprachen sich für diesen Plan aus. Gegen den vorgesehenen Standort protestierten unter anderem der Bischof der Diözese Gurk Alois Schwarz und der Parteichef der SPÖ Peter Kaiser, der befürchtete, das Bundesland könne durch „Götzenverehrung“ und „Denkmaltourismus“ ins Gerede kommen. Auch die Grünen in Kärnten sprachen sich gegen die Aufstellung des Denkmals vor den Dom aus.
Die Vizebürgermeisterin von Neuhaus Sadnek setzte sich für eine Aufstellung des Denkmals an der Jörg-Haider-Brücke ein, konnte jedoch die geforderte Ablösesumme von 7000 Euro nicht aufbringen.
Die Summe wurde von Dörfler aus dem Budget für Kultur im Straßenbau entnommen, um den Standort in Gurk zu sichern. Das Denkmal wurde am 25. Jänner 2011 vor dem Gurker Dom enthüllt. Zuvor war dort eine Gedenkmesse für Haider abgehalten worden.
2013 stellte das Land Kärnten die Erhaltung und Reinigung des Mahnmals durch die Straßenmeisterei ein, da „[…] die Pflege einer privaten Gedenkstätte sicher nicht Aufgabe des öffentlichen Dienstes sein könne.“